# Borgasjön (Almesåkra socken, Småland)
Borgasjön är en sjö i Nässjö kommun i Småland och ingår i Emåns huvudavrinningsområde. Sjön har en area på 0,0847 kvadratkilometer och ligger 324,1 meter över havet.

## Delavrinningsområde
Borgasjön ingår i det delavrinningsområde (638195-143172) som SMHI kallar för Utloppet av Storesjön. Avrinningsområdets medelhöjd är 303 meter över havet och ytan är 31,34 kvadratkilometer. Det finns inga delavrinningsområden uppströms utan avrinningsområdet är högsta punkten. Emån som avvattnar avrinningsområdet har biflödesordning 3, vilket innebär att vattnet flödar genom totalt 3 vattendrag innan det når havet efter 208 kilometer. Delavrinningsområdet består mestadels av skog (55 procent) och jordbruk (10 procent). Avrinningsområdet har 5,16 kvadratkilometer vattenytor vilket ger det en sjöprocent på 16,2 procent. Bebyggelsen i området täcker en yta av 0,43 kvadratkilometer eller 1 procent av avrinningsområdet.